# SV Hermes
SV Hermes was een handbalvereniging uit de gemeente Den Haag. De vereniging werd op 23 juni 1938 officieel opgericht. Sinds januari 2016 is SV Hermes gefuseerd met SV Wings tot Wings Hermes Combinatie Den Haag.
In het bestaan van de vereniging wist het eerste herenteam enkele nationale successen te behalen, zo werd in 1978 het herenteam landskampioen en in 1990 en 1991 werd de nationale beker gewonnen. Van 2010 tot de fusie in 2016 was het eerste herenteam al gaan samenwerken met SV Wings.

## Geschiedenis
Na een tijdlang langs de kant toekijken hoe de dames handbal speelden bij handbalvereniging Athene, besloot een aantal heren zelf ook te meedoen aan dezelfde sport. Zo werd op 23 juni 1938 de heren-handbalvereniging Hermes officieel in het leven geroepen. Het spel werd eerst gespeeld in elftallen op een groot grasveld en was nog het beste te vergelijken met voetbal met de handen. In de jaren zestig werden de teams kleiner tot de huidige zeventallen door de overstap naar zaalhandbal. Dat niet alleen heren belangstelling hadden voor de sport bleek wel uit de oprichting van een jeugdafdeling in 1958 en de toevoeging van een damesafdeling in de jaren zeventig. Zowel de heren- als de damesteams boekten vele successen. Het hoogtepunt van de herenkant was het landskampioenschap in 1978 onder leiding van Dick Stam, die met topspelers als Hans Beugel, Ron de Jonge, Arie Pottuyt, Kees Kooy, Peter Lotman, Jan Koster en Bert Bouwer doorstootte vanuit de tweede divisie naar de landstitel. Andere hoogtepunten waren de topduels, ook voor de Europa Cup, in sporthal De Vliegermolen. In 1990 en 1991 werd het eerste herenteam, onder leiding van Jan Alma, tweemaal Bekerkampioen van Nederland. De damesafdeling bereikte haar top door in de jaren negentig succesvol uit te komen in de eerste divisie.
De laatste jaren van het bestaan van de vereniging was SV Hermes vooral een handbalvereniging waar het spelplezier erg belangrijk is dus naast het handballen wordt veel tijd besteed aan ontspanning en nevenactiviteiten zoals onder andere een jaarlijks terugkerende jeugdkamp. In 2010 werd er een begonnen met een samenwerking tussen SV Hermes en SV Wings onder de naam Wings Hermes Combinatie. Al snel volgde er meerdere teams en uiteindelijk werd in januari 2016 bij een speciale vergadering besloten om de twee verenigingen te laten fuseren onder de naam Wings Hermes Combinatie.

## Resultaten
Heren (1976 - 2005)
- 1975 8e
Hoofdklasse
- 1976 4e
Hoofdklasse
- 1977 2e
Hoofdklasse
- 1978 1e
Eredivisie
- 1979 7e
Eredivisie
- 1980 5e
Eredivisie
- 1981 2e
Eredivisie
- 1982 3e
Eredivisie
- 1983 5e
Eredivisie
- 1984 7e
Eredivisie
- 1985 3e
Eredivisie
- 1986 7e
Eredivisie
- 1987 10e
Eredivisie
- 1988 8e
Eredivisie
- 1989 5e
Eredivisie
- 1990 4e
Eredivisie
- 1991 5e
Eredivisie
- 1992 5e
Eredivisie
- 1993 8e
Eredivisie
- 1994 10e
Eredivisie
- 1995 12e
Eerste divisie B
- 1996 7e
Tweede divisie C
- 1997 9e
Tweede divisie C
- 1998
- 1999
- 2000 6e
Derde divisie G
- 2001
- 2002 2e
Derde divisie H
- 2003 4e
Regioklasse C
- 2004 4e
Regioklasse C
- 2005 8e
Regioklasse C

- Eredivisie
- Eerste divisie
- Tweede divisie
- Hoofdklasse

## Erelijst

### Heren
| Nationaal          |    |                  |
| Landskampioenschap | 1x | 1977/78          |
| Bekerwinnaar       | 2x | 1989/90, 1990/91 |

Hellas · Hercules · SOS-Kwieksport · WHC